# Aubstadt
Aubstadt è un comune tedesco di 771 abitanti, situato nel land della Baviera.